# Pedro Elviro
Pedro Elviro Rodríguez (Valencia de Alcántara, 7 de marzo de 1896-Ciudad de México, 24 de agosto de 1971), también conocido como Pitouto, fue un actor español.

## Biografía
Desde 1924 hasta su muerte en 1971 filmó más de 170 películas, una buena parte de ellas en Francia y México. También se caracterizó por su peculiar figura y baja estatura.
Se dedicó a la comedia debido a su pequeña estatura y a la facilidad para hacer graciosos gestos faciales. Intervino en más de diez películas españolas entre otras La casa de la troya (1925). En este filme mudo interpretó al personaje de Pitouto, un estudiante de leyes campechano y bufo que lo lanzó a la fama y le acuñó su apodo artístico.
En Hollywood intervino en Un caballero de frac (1931), y en París salió en casi una cuarentena de cintas. En España trabajó como conserje en la Delegación de Turismo de la República Española. Exilado en México, apareció en casi un centenar de breves pero simpáticos papeles.

## Filmografía selecta
- La casa de la Troya (1925)
- La tournée farigoule (1926)
- Le chant du marin (1931)
- Paris Béguin (1931)
- Le Million (1931)
- Mistigri (1931)
- Le train des suicidés (1931)
- Mon amant l'assassin (1931)
- À bas les hommes (1931)
- La femme en homme (1932)
- Le cordon bleu (1932)
- Niebla (1932)
- Le Picador (1932)
- Pour être aimé (1933)
- Cette nuit-là (1933)
- Ciboulette (1933)
- Du haut en bas (1933)
- Je suis un homme perdu (1933)
- Dernière heure (1934)
- Le Roi des Champs-Élysées (1934)
- La crise est finie (1934)
- Maître Bolbec et son mari (1934)
- Une femme chipée (1934)
- Bibi-la-Purée (1935)
- Quadrille d'amour (1935)
- La bandera (1935)
- La fille de Madame Angot (1935)
- Joli Monde (1935)
- Rigolboche (1936)
- Maria de la nuit (1936)
- La brigade en jupons (1936)
- Cœur de gueux (1936)
- Les Croquignolle (1936)
- Le chanteur de minuit (1937)
- Le puritain (1937)
- La reine des resquilleuses (1937)
- Un scandale aux Galeries (1937)
- Trois artilleurs au pensionnat (1937)
- Marius et Olive à Paris (1938)
- Vacances payées (1938)
- El gendarme desconocido (1941)
- Los tres mosqueteros (1942)
- El circo (1943)
- Romeo y Julieta (1943)
- La pícara Susana (1945)
- Un día con el diablo (1945)
- El moderno Barba Azul (1946)
- María Magdalena: pecadora de Magdala (1946)
- Soy un prófugo (1946)
- Cinco rostros de mujer (1947)
- La vida íntima de Marco Antonio y Cleopatra (1947)
- ¡A volar joven! (1947)
- Dos de la vida airada (1947)
- Reina de reinas: La Virgen María (1948)
- El supersabio (1948)
- Sobre las olas (1950)
- También de dolor se canta (1950)
- Serenata en Acapulco (1951)
- A.T.M. A toda máquina! (1951)
- Furia roja (1951)
- Si yo fuera diputado... (1952)
- Subida al cielo (1952)
- El bombero atómico (1952)
- Misericordia (1953)
- Los solterones (1953)
- Pepe El Toro (1953)
- El señor fotógrafo (1953)
- Caballero a la medida (1954)
- Los líos de Barba Azul (1955)
- El bolero de Raquel (1956)
- El gato sin botas (1957)
- Sube y baja (1958)
- Rebelde sin casa (1960)
- Pegando con tubo (1961)
- El señor doctor (1965)
- Un quijote sin mancha (1969)
- La criada bien criada (1970) (última película)